# Gyárváros (városrész, Győr)
A Gyárváros és az Ipari Park Győr városrészei.

## Gyárváros
A város ipartelepeinek nagy része a város északkeleti szélére települt. Ez a választás nagyon észszerű volt, mert az uralkodó széljárás az év nagyobb részében északnyugati, így a szél általában a gyárak szennyét, illetve bűzét nem viszi a lakótelepek vagy a belváros felé. 
A klasszikus értelemben vett Gyárváros északon a Mosoni-Duna, nyugaton a Vas Gereben utca és a Fehérvári út, délen a MÁV 1-es számú Budapest–Hegyeshalom–Rajka-vasútvonala (Győr-Gyárváros megállóhely), keleten pedig az Iparcsatorna  által határolt terület, teljes kiépülése még napjainkban is folyik. Ez a város keleti oldalát övező nagy mocsaras terület volt mely csak a Duna töltés emelése óta vált lassanként szárazzá. A szeszgyár területén korábban egy a Káptalandombhoz és a Kálvária-dombhoz hasonló parti dűne volt, melyet a gyárépítések megkezdése előtt elhordtak. Ezen az egykori a mocsaras területből kiemelkedő dűnén helyezkedett el a kora középkori Győr egyik magja, a tatárjárás során elpusztult Civitas Regalis (Királyi Győr). Korábban avar település létezett a területen.
A klasszikus értelemben vett Gyárváros volt tulajdonképpen hazánk első ipari parkja, ma azonban a területen egykor működött üzemek jó része megszűnt, vagy itteni telephelyeit felszámolta. Ma az Ipar-csatorna keleti oldalán és a Budapest-Bécs vasútvonal déli oldalán lévő Ipari Parkban vannak a város nagy ipari üzemei.
A Belvárostól keletre és délkeletre, a Budapest-Bécs vasútvonal két oldalán a XIX. század második felében jelentős ipari üzemek létesültek. A Szeszgyár és Finomító, tőle nyugatra a Rába Magyar Vagon- és Gépgyár gyártelepe épült fel. 1905-ben az akkori Gráb-gyár – ma Graboplast Rt. – együttese létesült. Az itt működő üzemeket az első és második világháború közötti időszakban újabbak követték. A terület kiépülése az 1950-es években tovább folytatódott. 1990 után több gyárépület új rendeltetést kapott. A Győri Textilgyár egykori hatalmas gyártócsarnokában bevásárlóközpontot alakítottak ki. Napjainkban a terület kereskedelmi jellege egyre erősödik. Korábban a Széchenyi hídról balra a Rába Magyar Vagon- és Gépgyár Vasúti járműtelephelye állt. Mára a kiköltözött telephely helyén az Árkád üzletközpont épült fel, mellette a Városrét épülő látványa fogad.
Az ipartelepektől keletre 1904 és 1917 között két ütemben lakónegyed épült. A gyárvárosi munkáskolónia a századforduló szecessziós építészetének kiemelkedő városépítészeti alkotása. Hazánkban elsők között itt sikerült megvalósítani a nem központi, „helyi” tanácsi (önkormányzati) városképi védelmet. A rendeletnek köszönhető, hogy a városrész nemkívánatos átalakulása lelassult, a történeti épületek helyreállításának és az új épületek megformálásának építészeti színvonala emelkedett. Ma már a negyed műemléki jelentőségű terület.
A Mátyás téren épült fel 1928-1929-ben Jézus Szentséges Szívének szentelt plébániatemplom, a modern magyar templomépítészet első remekműve. A második világháború folyamán a kazettás famennyezetet gyújtóbombák égették le. Az újjáépítésnél a kazetták helyett vasbeton födémet alkalmaztak.
Gyárváros északkeleti része  Kiskút, a város hagyományos kiránduló helye. Az erdős, ligetes területet keleten az Iparcsatorna határolja. Területének nagyobb részét lakóházakkal építették be, de a Kiskút ligetben kapott helyet a 30 000 nézőt befogadó Győri ETO Stadion, a Magvassy Mihály Városi Sportcsarnok, a Műjégpálya és a Xantus János Állatkert is. 
A hajdani győri repülőtér területén a második világháború idején a Messerschmitt repülőgépgyár harci gépeit próbálták ki, majd a belföldi légi közlekedés megszüntetésig itt működött Győr polgári repülőtere. Az 1960-as évektől jelentős ipari üzemek épültek fel az egykori repülőtér területén. Ma többek között itt találjuk a Rába ipari létesítményeit, korszerű üzemcsarnokait és öntödéjét. A Rába telephelyétől északra az Audi Hungária Motor Kft gyártelepe gyors ütemben bővül még a mai napig is. Az Audi, a Rába gyár 100 000 m2-re tervezett és részlegesen megépített csarnokát felhasználva fejlesztette ki gyártelepét.  A Bécs-Budapest vasútvonal mentén és Hecsepuszta területén is jelentős ipari üzemek sorakoznak. Győr ipartelepein naponta több műszakban több, mint 100 000 ember dolgozik.

## Egy kötetnyi történelem
a "Gyárváros Győrben" című 2007 októberében megjelent szerkesztett kötet e városrész száz évének történetét dolgozza fel. A megjelenésében és tartalmában is igényes – angol és német nyelvű összefoglalóval kiegészített mű számos érdekességet és ezidáig nem publikált dokumentumot vonultat fel a városrészről, az itt élő emberek életéről és az iparkerületben letelepült patinás cégekről.
A könyvet a Győr-gyárvárosiak Baráti Köre Egyesület adta ki.
A kiadvány a Competitor-21 Kiadó Kft. gondozásában jelent meg.

## Ipari park
A többi, illetőleg a kisebb vállalkozások, a város által létesített, előközművesített, Ipari park-ban kaptak helyet. Ez volt az ország első és máig legnagyobb iparilag centralizált telepe. Az ipari park Gyárvárostól keleti irányban található. A földek korábban mezőgazdasági művelés alól lettek kivonva. A dolgozókat bérelt és városi autóbuszok viszik a város központjaiba illetőleg lakóhelyeikre. II. János Pál pápa győri látogatásakor 1996. szeptember 7-én a park területén celebrált misét kb. 300 000 ember előtt. Mára már az ipari park telítődött.